# Barranc dels Lledons
El Barranc dels Lledons és un barranc de la Noguera que desemboca a la Noguera Ribagorçana.